# Oryahovo Heights
Oryahovo Heights är en bergstopp i Antarktis. Den ligger i Sydshetlandsöarna. Argentina, Chile och Storbritannien gör anspråk på området. Toppen på Oryahovo Heights är 288 meter över havet, eller 45 meter över den omgivande terrängen. Bredden vid basen är 1,3 km.
Terrängen runt Oryahovo Heights är platt åt nordväst, men åt sydost är den kuperad. Havet är nära Oryahovo Heights norrut. Trakten är obefolkad. Det finns inga samhällen i närheten. 